# Jarkovského jezero
Jarkovského jezero je slepé rameno Labe v Pardubicích a oficiálně vyhlášeným významným krajinným prvkem.

## Poloha
Jarkovského jezero se nachází u pravého břehu Labe jižně od městské části Rosice. Je asi 350 metrů dlouhé, orientované ve směru severovýchod – jihozápad. Od jižněji tekoucího Labe jej odděluje nepříliš široká šíje, po které je vedena cyklostezka spojující nedaleké labské mosty.

## Historie
Jarkovského jezero bylo od Labe odděleno v roce 1930 při regulaci jeho toku. Jméno získalo podle svého nájemce ing. Jarkovského, který jej spravoval ještě krátce po druhé světové válce.

## Přírodní podmínky
Jarkovského jezero je ramenem neprůtočným. V jihozápadním zakončení se nachází krátký kanál, který jej spojuje s Labem. Pro polabskou přírodu se jedná o typický prvek bez ohledu na způsob vzniku. Jedná se o jezero s poměrně čistou oligotrofní vodou a o typický příklad vodní nádrže v zemědělské krajině. Polní kultury, které k jezeru ze severu přiléhají, nemají významnější vliv na kvalitu vody. Jezero je lemováno hodnotnými břehovými porosty tvořené převážně olšemi a jasany s výskytem cca 200 druhů rostlin. Nejvýznamnějšími z vodních rostlin jsou stulík žlutý, růžkatec ponořený, dříve se vyskytoval i leknín bělostný, ale díky vzrůstu břehových porostů a zastínění vymizel. Z břehových pak nadmutice bobulnatá a křivatec nejmenší. Jezero je hnízdištěm vodního ptactva např. lysky černé a kachny divoké, žije zde i slavík obecný, moudivláček lužní, rákosník obecný a proužkovaný. Zalétá sem ledňáček říční a volavka popelavá. Z obojživelníků zde lze nalézt skokana skřehotavého, ropuchu obecnou a kuňku obecnou, na březích pak lze objevit užovku obojkovou a hryzce vodního. Mezi nepůvodní a zavlečené druhy patří ondatra pižmová a želva nádherná. Ze zde žijícího hmyzu lze zmínit nesytku sršňovou a tesaříka pižmového.

## Ochrana přírody
Jarkovského jezero je významným krajinným prvkem vyhlášeným magistrátem města Pardubic (čj. ekol538/94/Ves/Sc) stejně jako slepé rameno Zákoutí nacházející se asi 0,5 km západně a rybářským revírem 451031).

## Galerie

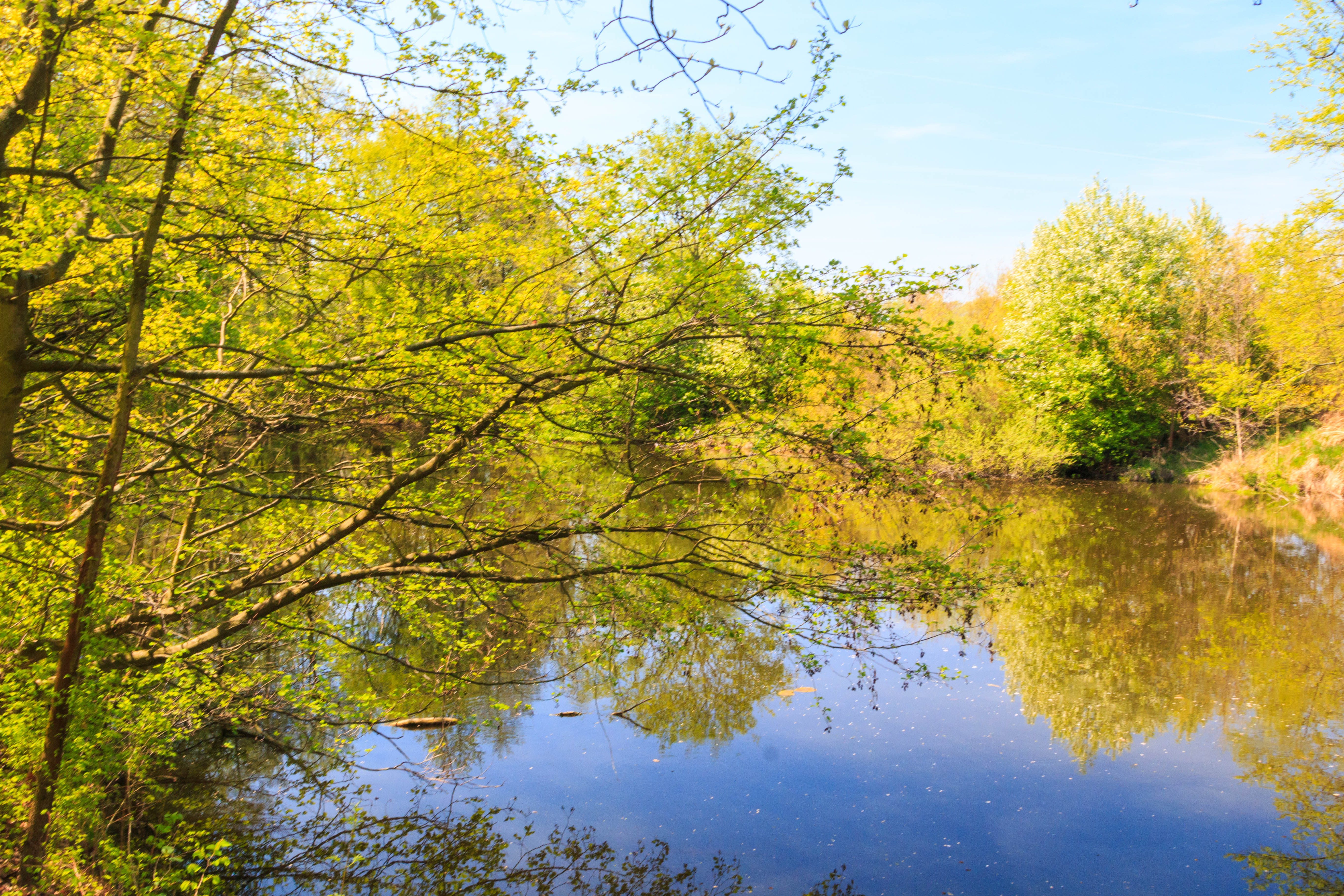
Pohled na Jarkovského jezero
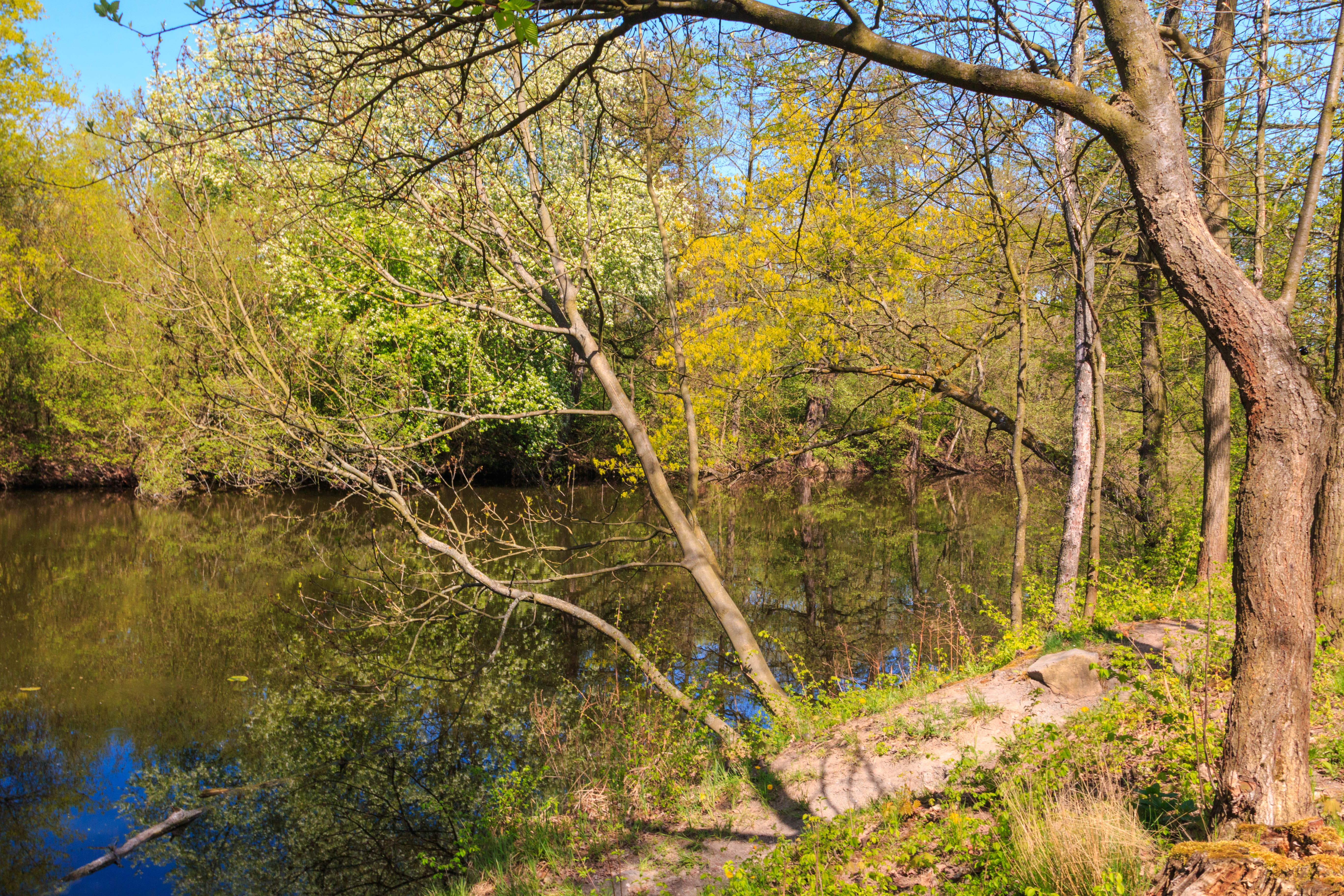
Pohled na Jarkovského jezero
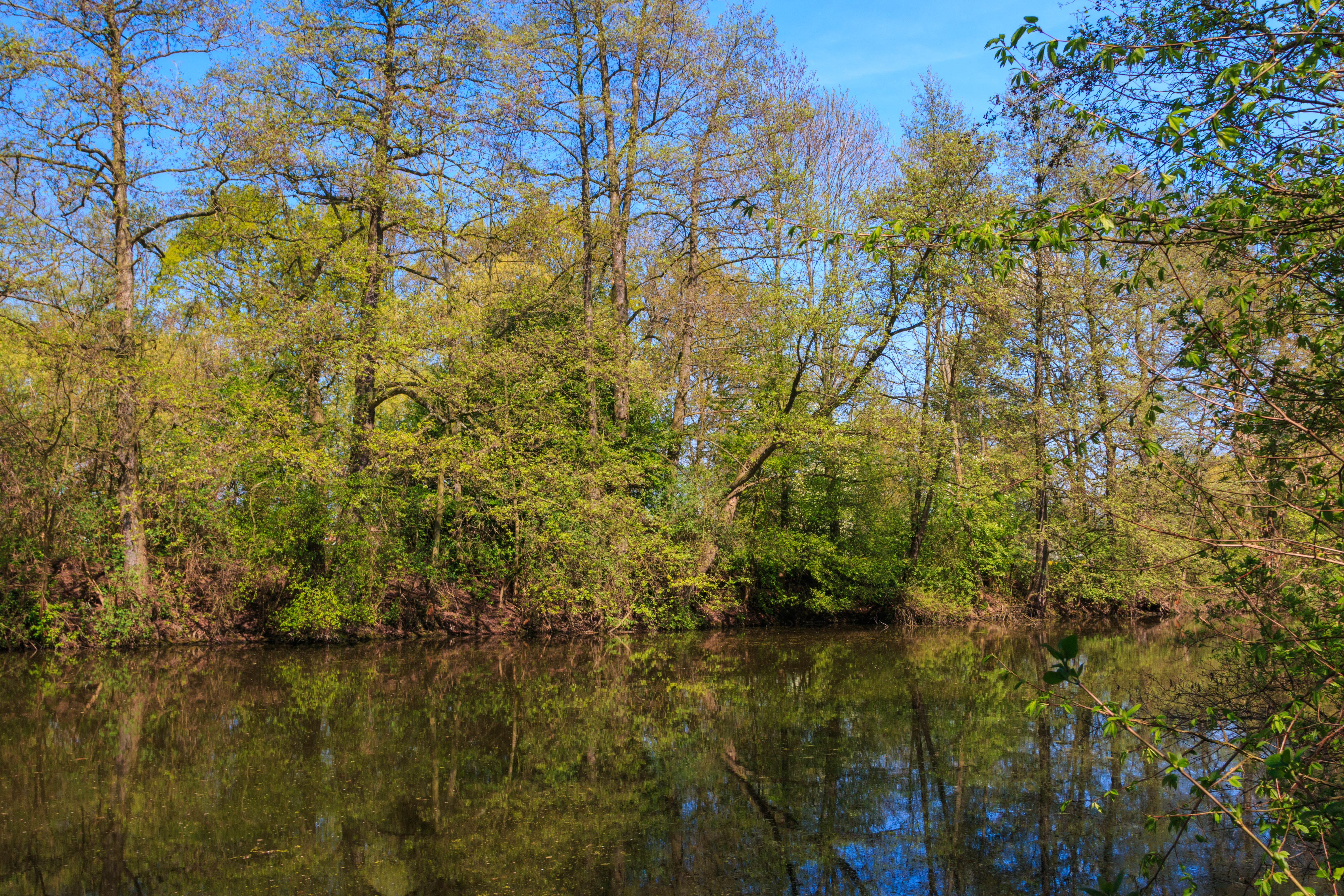
Pohled na Jarkovského jezero
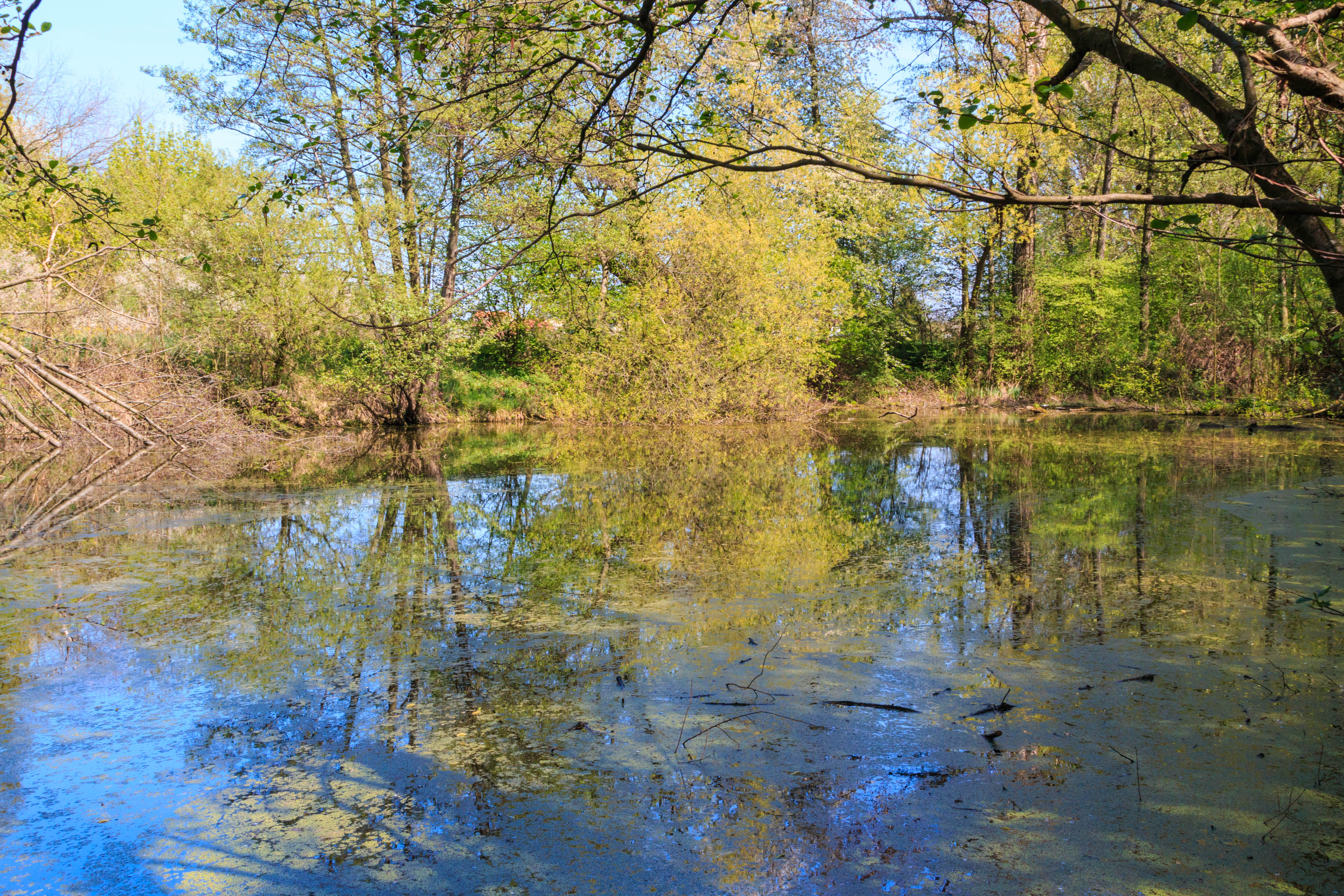
Pohled na Jarkovského jezero
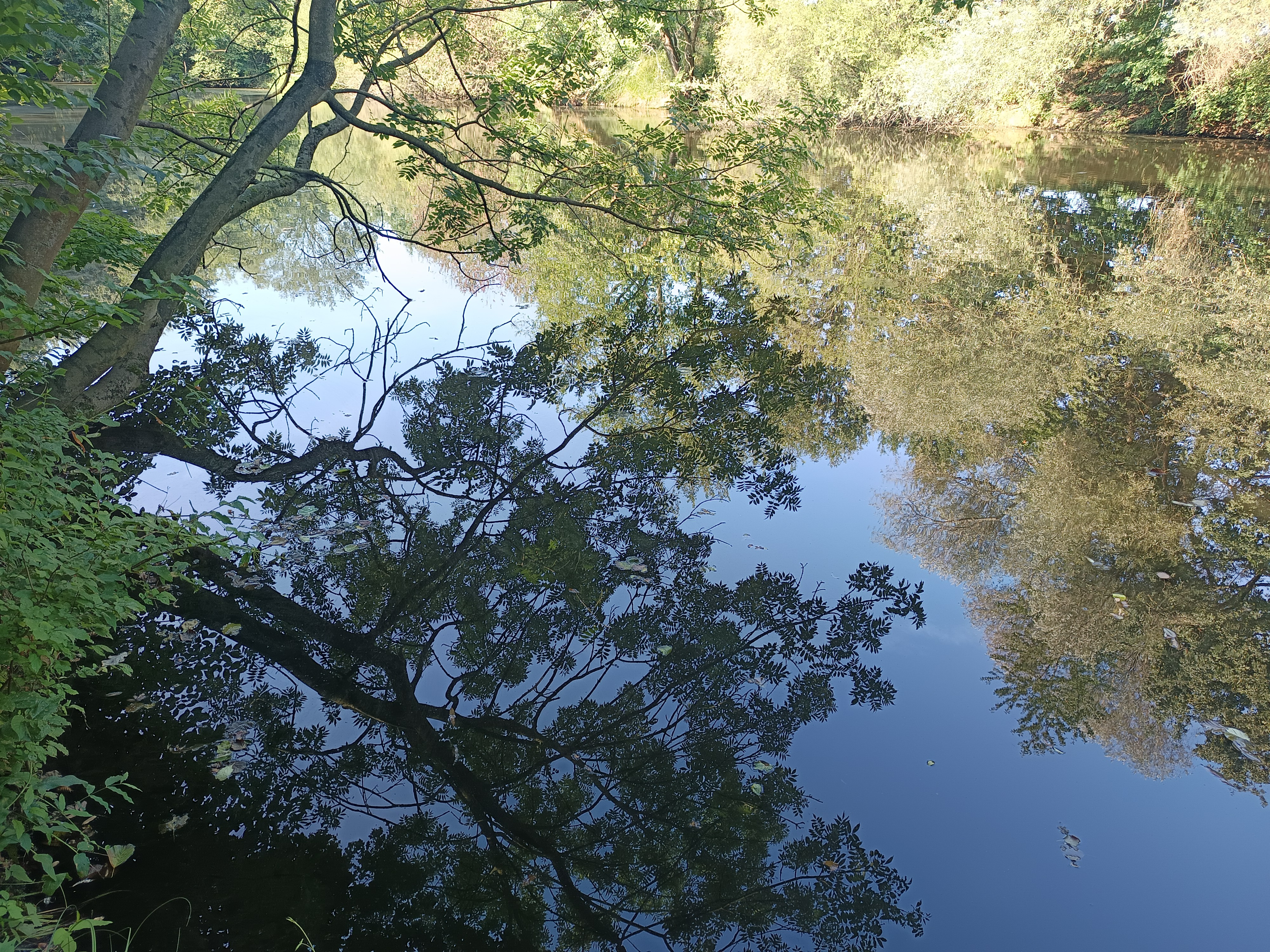